# 米哈伊·奇什马什
米哈伊·奇什马什（羅馬尼亞語：Mihai Cișmaș，1962年11月18日—），罗马尼亚男子摔跤运动员。他曾代表罗马尼亚参加世界摔跤锦标赛，获得一枚铜牌。他也曾参加1984年夏季奥林匹克运动会。